# Liste der Kulturdenkmale in Borne (bei Staßfurt)
In der Liste der Kulturdenkmale in Borne (bei Staßfurt) sind alle  Kulturdenkmale der Gemeinde Borne (bei Staßfurt) und ihrer Ortsteile aufgelistet. Grundlage ist das Denkmalverzeichnis des Landes Sachsen-Anhalt, das auf Basis des Denkmalschutzgesetzes des Landes Sachsen-Anhalt vom 21. Oktober 1991 durch das Landesamt für Denkmalpflege und Archäologie Sachsen-Anhalt erstellt und seither laufend ergänzt wurde (Stand: 31. Dezember 2020).

## Kulturdenkmale nach Ortsteilen

### Borne
| Lage                              | Bezeichnung | Beschreibung  | Erfassungs- nummer | Ausweisungsart | Bild   |
| --------------------------------- | ----------- | ------------- | ------------------ | -------------- | ------ |
| Wüstung Nalpke (Karte)            | Kirche      |               | 094 96369          | Baudenkmal     | Kirche |
| Atzendorfer Straße 3 (Karte)      | Bauernhof   |               | 094 96361          | Baudenkmal     | BW     |
| Karl-Liebknecht-Straße 10 (Karte) | Bauernhof   |               | 094 96362          | Baudenkmal     | BW     |
| Karl-Liebknecht-Straße 16 (Karte) | Bauernhof   |               | 094 96363          | Baudenkmal     | BW     |
| Karl-Liebknecht-Straße 18 (Karte) | Bauernhof   |               | 094 96364          | Baudenkmal     | BW     |
| Karl-Liebknecht-Straße 24 (Karte) | Bauernhof   |               | 094 96365          | Baudenkmal     | BW     |
| Teichstraße (Karte)               | Kirche      | St. Margarete | 094 90144          | Baudenkmal     | Kirche |
| Teichstraße (Karte)               | Teich       |               | 094 96368          | Baudenkmal     | Teich  |
| Teichstraße 2 (Karte)             | Bauernhof   |               | 094 96366          | Baudenkmal     | BW     |
| Teichstraße 4 (Karte)             | Bauernhof   |               | 094 96367          | Baudenkmal     | BW     |

### Bisdorf
| Lage                             | Bezeichnung   | Beschreibung | Erfassungs- nummer | Ausweisungsart | Bild           |
| -------------------------------- | ------------- | ------------ | ------------------ | -------------- | -------------- |
| Ernst-Thälmann-Straße (Karte)    | Park          |              | 094 96373          | Baudenkmal     | BW             |
| Ernst-Thälmann-Straße 27 (Karte) | Kreuzstein    |              | 094 96370          | Baudenkmal     | Kreuzstein     |
| Ernst-Thälmann-Straße 57 (Karte) | Gutshof       |              | 094 96371          | Baudenkmal     | BW             |
| Ernst-Thälmann-Straße 61 (Karte) | Gutshof       |              | 094 96372          | Baudenkmal     | BW             |
| Leninplatz (Karte)               | St. Sebastian | Kirche       | 094 90143          | Baudenkmal     | Weitere Bilder |
| Rosa-Luxemburg-Straße 18 (Karte) | Bauernhaus    |              | 094 96374          | Baudenkmal     | BW             |
| Rosa-Luxemburg-Straße 26 (Karte) | Bauernhof     |              | 094 96375          | Baudenkmal     | BW             |

## Legende
In den Spalten befinden sich folgende Informationen:
- Lage: Nennt den Straßennamen und wenn vorhanden die Hausnummer des Kulturdenkmals. Die Grundsortierung der Liste erfolgt nach dieser Adresse. Der Link „Karte“ führt zu verschiedenen Kartendarstellungen und nennt die geographischen Koordinaten.
Link zu einem Kartenansichtstool, um Koordinaten zu setzen. In der Kartenansicht sind Baudenkmale ohne Koordinaten mit einem roten bzw. orangen Marker dargestellt und können in der Karte gesetzt werden. Baudenkmale ohne Bild sind mit einem blauen bzw. roten Marker gekennzeichnet, Baudenkmale mit Bild mit einem grünen bzw. orangen Marker.
- Offizielle Bezeichnung: Nennt den Namen, die Bezeichnung oder zumindest die Art des Kulturdenkmals und verlinkt, soweit vorhanden, auf den Artikel zum Objekt.
- Beschreibung: Nennt bauliche und geschichtliche Einzelheiten des Kulturdenkmals, vorzugsweise die Denkmaleigenschaften.
- Erfassungsnummer: Für jedes Kulturdenkmal wird in Sachsen-Anhalt eine 20stellige Erfassungsnummer vergeben. Die letzten zwölf Ziffern werden für die Untergliederung nach Teilobjekten genutzt und werden nur angegeben, soweit vergeben. In dieser Spalte kann sich folgendes Icon  befinden, dies führt zu Angaben zu diesem Baudenkmal bei Wikidata.
- Ausweisungsart: Die Einordnung des Denkmales nach § 2 Abs. 2 DenkmSchG LSA
- Bild: Ein Bild des Denkmales, und gegebenenfalls einen Link zu weiteren Fotos des Kulturdenkmals im Medienarchiv Wikimedia Commons. Wenn man auf das Kamerasymbol klickt, können Fotos zu Kulturdenkmalen aus dieser Liste hochgeladen werden: